# Maceió (corveta)
Maceió foi uma corveta de madeira operada pela Armada Imperial Brasileira de 1821 a 1827. A corveta foi construída no Estaleiro do Porto de Jaraguá, na Província de Alagoas. Teve a quilha batida em 22 de janeiro de 1821, lançada ao mar com o nome de Rainha Carlota e, por ocasião da independência, foi incorporada à Armada Imperial. Em 1823, ainda incompleta, navegou para o Rio de Janeiro, já denominada Maceió. Em 1824, participou do bloqueio e bombardeio de Recife, durante o conflito conhecido como Confederação do Equador. No ano de 1826, tomou parte no bloqueio de Buenos Aires. No conflito, teve distinta participação no Combate de Playa Honda. No ano seguinte, subiu a bordo o então Segundo-Tenente Joaquim Marques Lisboa, futuro Almirante Tamandaré. Lisboa estava no navio por ocasião do seu naufrágio, em 21 de setembro, ou outubro, de 1827, na Ponta Rubia, sobre o Banco Colorado.